# Földesúri jog
Földesúri jog a németországi protestantizmus küzdelmeiben kialakult jogi elv: Akié a föld, azé a vallás is. (Cuius regio, eius religio.)
Ezt az úgynevezett földesúri jogot még inkább kifejtette és megerősítette az ágostai vallási békét létrehozó ágostai birodalmi gyűlés (1555), amely törvényben szabályozta, hogy a fejedelmek szabadon választhatnak a katolikus és az ágostai hitvallás között, az alattvalók pedig tartoznak a fejedelem vallását követni, ha pedig nem akarnák követni, becsületük, javaik és szabadságuk veszélyeztetése nélkül szabadon kiköltözködhetnek azon tartományból. Ebből a földesúri jogból fejlődött ki a német protestáns fejedelmeknek az egyház kormányzatában élvezett korlátlan hatalmuk, az úgynevezett területi rendszer.
Magyarországon az egyházi téren az 1681-iki soproni országgyűlés XXV. törvénycikkelye rendelkezett a földesúri jogról, kimondván, hogy a protestánsok szabadon gyakorolhatják vallásukat az országban, de a földesurak jogainak épségben tartása mellett. (salvo tamen iure dominorum terrestrium); de a törvénycikkely nem tartalmazta a földesúri jog meghatározását, így ezt követően több mint félszázadon keresztül egyes túlbuzgó katolikus földesurak erre a cikkelyre hivatkozva olyan cselekményeket követtek el, melyeket a protestánsok erőszakoskodásnak tekintettek.